# همت‌آباد (نصرآباد)
همت‌آباد روستایی در دهستان نصرآباد بخش مرکزی شهرستان تفت استان یزد ایران است.

## جمعیت
بر پایه سرشماری عمومی نفوس و مسکن در سال ۱۳۹۵ جمعیت این روستا ۲۵۴ نفر (۸۲خانوار) بوده‌است.